# El lanzador de cuchillos
El Lanzador de Cuchillos es el 14º de estudio grabado por el cantautor español Víctor Manuel. Lanzado por el Sello CBS Records en 1984. Contó con la producción de Geoff Westley. Algunas canciones destacadas del álbum son "Pronto Viviremos en la Luna", "Sube al Desván", "Uno Solo" y "Tu Boca una Nube Blanca".

## Lista de Canciones
Todas las canciones escritas y compuestas por Víctor Manuel.

| Cara 1 |                               |          |  |
| N.º    | Título                        | Duración |  |
| 1.     | «Pronto Viviremos En La Luna» | 4:31     |  |
| 2.     | «Sube Al Desván»              | 4:15     |  |
| 3.     | «Si No Fuera Por Los Niños»   | 6:04     |  |
| 4.     | «Padre Con Hijo»              | 4:28     |  |
| 5.     | «Uno Solo»                    | 5:15     |  |

| Cara 2 |                                 |          |  |
| N.º    | Título                          | Duración |  |
| 1.     | «Hace Falta Tener Dura La Piel» | 3:28     |  |
| 2.     | «El Lanzador De Cuchillos»      | 4:29     |  |
| 3.     | «Tu Boca Una Nube Blanca»       | 4:15     |  |
| 4.     | «La Hija Del Mago»              | 5:10     |  |
| 5.     | «Parque Berlín»                 | 5:33     |  |